# Çavuş, Ermenek
Çavuş là một xã thuộc huyện Ermenek, tỉnh Karaman, Thổ Nhĩ Kỳ. Dân số thời điểm năm 2011 là 37 người.